# 香音
香音（かのん、2001年〈平成13年〉4月20日 - ）は、日本のファッションモデル、タレント、女優。『non-no』専属モデル。本名、野々村 香音（ののむら かのん）。
スターダストプロモーション制作3部を経て、ホリプロ所属。
父はタレントの野々村真、母は元アイドルの野々村俊恵。
幼稚園から小中高大にわたり18年間学校法人成城学園に通った（最終学歴は成城大学卒）。

## 人物
- 父は野々村真[5]、母は野々村俊恵、弟は野々村侑隼。デビュー前から両親の友人である芸能人らから「野々村の娘は物凄く可愛い」と有名だった。毎晩父親と一緒に入浴する。
- 特技は小学校2年生の時に始めたドラム[1]、ベース[1]。
- 名前の香音（かのん）の由来はヨハン・パッヘルベルの「カノン」[1]。
- 好きな食べ物はフルーツ。苦手な食べ物はパクチー。

## 来歴
2013年（平成25年）
- 2月8日、小学校5年生の時に、『music.jp』で配信された「花粉デビルをやっつけろ!」で歌手デビュー（同年2月8日付music.jpのデイリーチャートで1位を獲得）。
- 2月22日、松田りおな・桃果・永坂真心・津守望乃・播本藍と共に『第1回ニコ☆プチモデルオーディション』にてグランプリを受賞。同年4月号より同誌専属モデルとしてデビューを果たした。プチ㋲時代には『JENNI love』のイメージモデルとしても活躍した。

2014年（平成26年）
- 8月11日、大河ドラマ『花燃ゆ』に出演することが発表された。

2015年（平成27年）
- 4月22日、『ニコ☆プチ』（新潮社）6月号にて12度目の表紙（中央）を飾り、プチ㋲を卒業。姉雑誌『nicola』への進級が発表された。『ニコ☆プチ』では12号連続で表紙を飾り、歴代1位となった。
- 5月5日、東京有明・TFTホールにて開催された『プチ☆コレ5』をもって、小出華苑・津守望乃・関りおん・川鍋朱里・岡本結芽乃・石橋宇輪・生見愛瑠・丸山蘭奈と共に『ニコ☆プチ』専属モデルを卒業した。
- 6月1日、『nicola』7月号より専属モデルとしてデビュー。

2017年（平成29年）
- 4月1日、『nicola』5月号にて同誌13代目部長に就任した。
- 4月28日、『nicola』6月号にて5度目の表紙（中央）を飾り、3代目『ピンクラテ』イメージモデルを務める事となった。

2018年（平成30年）
- 3月28日、高校1年生の時に、東京有明・TFTホールにて開催された『nicola東京開放日2018』をもって、清原果耶・小林恵月・中野あいみ・青島妃菜と共にニコ㋲を卒業した。
- 3月31日、『nicola』5月号にて10度目の表紙（前列中央）を飾り、同誌専属モデルを卒業した。

2019年（平成31年）
- 3月28日、高校2年生の時に、Popteen#全力祭にて『Popteen』（角川春樹事務所）の専属モデルとなったことが発表された。
- 4月1日、『Popteen』5月号にて専属モデルデビュー。
- Popteenでは、仲の良いと公言している同誌専属モデルの莉子、古田愛理との3人で名前の頭文字をとった「ありか」というユニットを組んでいる。また、『ニコ☆プチ』時代から仲の良い同誌専属モデル、生見愛瑠と2人で「めるのん」、ニコラから仲の良い同誌専属モデル、鈴木美羽と2人で「みうのん」としても活動している。

2020年（令和2年）
- 9月1日、カラーコンタクトレンズブランド『Cheritta』（チェリッタ）をプロデュースした。
- 10月30日、『Popteen』12月号にて、初の単独表紙を飾った。

2021年（令和3年）
- 7月1日、『Popteen』8月号にて、2回目となる単独表紙を飾った。
- 8月1日、『Popteen』9月号にて、3回目となる単独表紙を飾った。
- 9月1日、『Popteen』10月号にて、4回目となる単独表紙を飾った。同時に10月号にて卒業することを発表した。
- 10月15日、自身初のスタイルブック『かのんのぜんぶ。』が発売された。
- 11月19日、『non-no』1月号より同誌の専属モデルとなる。

2024年（令和6年）
- 4月1日、スターダストプロモーション制作3部からホリプロへ移籍した。

## 出演
主演は太字で表記

### テレビドラマ
- コドモ警視 第1話（2013年1月22日、TBS） - 宮部サチ 役
- 大河ドラマ 花燃ゆ 第1話（2015年1月4日、NHK総合） - 杉寿（幼少期） 役[注 1]
- 保育探偵25時〜花咲慎一郎は眠れない!!〜 第8話（2015年3月6日、テレビ東京） - 飯田ノリコ 役[13]
- マザー・ゲーム〜彼女たちの階級〜（2015年4月14日 - 6月16日、TBS） - 矢野怜奈 役
- 高嶺のハナさん（BSテレビ東京） - 天井苺 役
  - 高嶺のハナさん（2021年4月11日 - 6月27日）[14]
  - 高嶺のハナさん2（2022年10月2日 - 12月18日）
- 何かおかしい 第5話・第6話（2022年6月28日・7月5日[15][16]、テレビ東京） - 香音（本人） 役[注 2]
- Sister 第9話・最終話（2022年12月15日・12月22日、読売テレビ・日本テレビ） - 野口希恵 役[18]
- スタンドUPスタート 第1話（2023年1月18日、フジテレビ） - レイコ 役[19]
- ガチ恋粘着獣 第1部（第1話 - 第3話）・最終話（2023年4月9日 - 23日・6月11日、朝日放送） - 輝夜雛姫 役[注 3][20][21]
- 春は短し恋せよ男子。（2023年4月25日 - 6月27日、日本テレビ） - 真壁梨香 役[22]
- くすぶり女とすん止め女（2023年10月11日 - 11月29日、テレビ東京） - 工藤ほのか 役[注 4][23]
- めぐる未来（2024年1月18日 - 3月22日、読売テレビ・日本テレビ） - 日南小夜 役[24]
- 愛人転生 -サレ妻は死んだ後に復讐する-（2024年9月6日 - 10月25日、MBS） - 三井瑠奈 役[注 5][25]
- アンサンブル（2025年1月18日 - 3月22日、日本テレビ） - 真戸原凛 役[26]

### 配信ドラマ
- チャット小説アプリpeep「ぬらりひょんの棲む家」（2020年9月4日、peep） - 美月 役[27]
- YouTubeドラマ・プロジェクト PLAY DISTORTION「DISTORTION GIRL」（2020年9月6日、YouTube） - 一匹狼のギャル 役[28]
- LINE NEWS VISION「DEATHきゅんループは止まらない!」（2022年1月26日、LINE NEWS） - アサコ 役[29]
- 君に届け（2023年3月30日、Netflix） - 胡桃沢梅 役[注 6][30]
- 恋し続けて警護240日（2024年2月10日 - 18日、TELASA） - 山本薫子 役[31]

### バラエティ
- ヒルナンデス!（2021年4月7日 - 5月26日、日本テレビ） - 水曜シーズンレギュラー[32]
- ギョギョッとサカナ★スター（2022年4月8日 - 、NHK Eテレ） - MC[注 7]
  - ギョふんでサカナ★スター（2022年3月14日 - 、NHK Eテレ）
  - 超ギョギョッとサカナ★スター（2022年5月8日 - 2023年3月19日、NHK総合）
- 嗚呼!!みんなの動物園（2022年4月 - 、日本テレビ） - レギュラー

### 映画
- オズ めざせ! エメラルドの国へ（英語版）（2015年1月10日、ファインフィルムズ） - キャンディーの速記者 役（声の出演・日本語吹替）[36][37]
- ハニーレモンソーダ（2021年7月9日、松竹）[38]
- 劇場版 DISTORTION GIRL（2021年7月30日 - 8月5日、アップリンク吉祥寺にて公開）[39]
- お嬢と番犬くん（2025年3月14日、東宝） -  勝木友麻 役[40]
- STARDUST ZERO vol.1『ひらひら揺れる』（2025年5月30日、S・D・P） - 瀬尾鈴花 役[41]

### 舞台
- スーパーグラップラー2010「キセキの人 〜In the middle of blind another world〜」（2010年8月18日 - 8月22日、東京・銀座・時事通信ホール）
- 笑えて泣ける朗読劇 パートI（2010年12月）
- AVANCE PRODUCE公演 Shinobu's Brain in the Soup Half Weekly1「レッドカードファミリー」（2011年4月5日 - 4月11日、東京・下北沢・「劇」小劇場）
- 笑えて泣ける朗読劇 パートII（2011年年5月）
- AVANCE PRODUCE公演 Shinobu's Brain in the Soup HALF2 Weekly1「レッドカードファミリー リターンズ」（2012年6月26日 - 7月1日、東京・下北沢・「劇」小劇場）

### ファッションショー
- 東京ガールズコレクション
- 第37回 マイナビ 東京ガールズコレクション 2023 AUTUMN／WINTER（2023年9月2日、さいたまスーパーアリーナ）[42]
  - CREATEs presents TGC KITAKYUSHU 2023 by TOKYO GIRLS COLLECTION（2023年10月7日、西日本総合展示場新館）[43]
- Rakuten GirlsAward 2023 AUTUMN/WINTER（2023年9月30日、幕張メッセ）[44]

### CM
- 任天堂「ぷよぷよ」（2011年7月 - ）
- ソフトバンク「白戸家『野々村家』篇」（2014年2月 - ）
- エリエール「除菌できるアルコールタオル」青じょきんちゃん（2014年4月 - ）
- 日本水産「イマークS」（2014年 - ）
- タカラトミー「Decora Palette」（2014年 - ）
- NHK「受信料 住所変更のお知らせ Netでカンタンお手続き」ドラム演奏篇（2016年4月 - ）

### スチール
- モリリン「HEAD KIDS」2013 SPRING SUMMER（2013年2月 - ）
- 東京都水道局（2013年5月 - ）
- W早稲田ゼミ（2013年6月 - ）
- セシール「Kids' CECILE 2013年冬号」カタログ（2013年9月 - ）
- 千趣会「チャイルド 2013年秋冬号」カタログ（2013年9月 - 2014年2月）
- 株式会社ジェニィ「JENNI Love」イメージモデル（2013年9月 - ）
- ニッセン「なかよし共和国 2014年春号」カタログ（2014年1月 - 6月）
- 株式会社ワールド「PINK-latte」ノンラテとしてイメージモデル（2017年6月 - ）

### その他
- モデルプレス Web - インタビュー掲載
- 読売新聞 Web「yorimo」 - インタビュー掲載
- 大城美友 ミュージックビデオ - 「ラムネ」2019年8月21日
- ファッション&音楽イベント「Rakuten GirlsAward（ガールズアワード） 2024 AUTUMN／WINTER」[45]

## 作品

### シングル
- 花粉デビルをやっつけろ!（2013年2月20日、スターダスト・レコード）

### ダウンロード
- ニコ☆プチスター（2013年10月6日）
  - 作詞・作曲：宮下浩司

## 書籍
- 花粉キラー「元気ボール体操」で脳内リセット[46]（2013年、SDP）ISBN 978-4-906953-03-5

### 雑誌
ニコ☆プチ（新潮社） ※専属モデル（2013年 - 2015年）
- 2013年
  - 6月22日、8月号にて初表紙(左から2番目)を飾る。杉本愛莉鈴(右端)、中園侑奈(左端)、桃果(右から2番目)と共同。初のハワイロケにも参加。
  - 8月22日、10月号表紙(右)。桃果(左)と共同。
  - 10月22日、12月号表紙(左から2番目)。中園侑奈(右端)、佐久間乃愛(左端)、桃果(右から2番目)と共同。
  - 12月21日、2014年(平成26年)2月号表紙(左端)。小出華苑(右端)と共同。
- 2014年
  - 2月22日、4月号表紙（ピン）。
  - 4月22日、6月号表紙(右)。岡本結芽乃(左)と共同。
  - 6月21日、8月号表紙(左から2番目)。
  - 8月22日、10月号表紙(左)。関りおん(右)、涼凪(中央)と共同。
  - 10月22日、12月号表紙(左)。
  - 12月22日、2015年(平成27年)2月号表紙(右)。岡本結芽乃(左)、岩崎春果(中央)と共同。
- 2015年
  - 2月21日、4月号表紙(左)。涼凪(右)と共同。
  - 4月22日、6月号にて12度目の表紙(中央)を飾り、プチ㋲を卒業。姉雑誌『nicola』（新潮社）への進級が発表された。『ニコ☆プチ』では、表紙を12号連続で飾り、歴代1位となった。

nicola（新潮社） ※専属モデル（2015年 - 2018年）
- 2015年
  - 6月1日、7月号より同誌専属モデルとしてデビュー。
- 2016年
  - 3月1日、4月号にて初表紙(右)を飾る。川床明日香(左)と共同。
  - 7月1日、8月号表紙(前列左)。
  - 11月1日、12月号表紙(ピン)。
  - 12月28日、2017年(平成29年)2月号表紙(左から2番目)。
- 2017年
  - 4月1日、5月号にて同誌13代目部長に就任。
  - 4月28日、6月号表紙(中央)。3代目『ピンクラテ』イメージモデル就任。
  - 6月1日、7月号にて表紙(ピン)。
  - 6月30日、8月号表紙(前列左)。
  - 8月1日、9月号表紙(右)。
  - 9月30日、11月号表紙(左)。
- 2018年
  - 3月28日、東京有明・TFTホールにて開催された『nicola東京開放日2018』をもって、清原果耶・小林恵月・中野あいみ・青島妃菜と共にニコ㋲を卒業。
  - 3月31日、『nicola』5月号にて10度目の表紙(前列中央)を飾り、同誌専属モデルを卒業した。

Popteen（角川春樹事務所） ※専属モデル（2019年 - 2021年）
- 2019年
  - 3月28日、Popteen#全力祭にてPopteen専属モデルとなったことが発表された。
  - 4月1日、5月号より同誌専属モデルデビュー。
- 2020年
  - 10月30日発売・12月号で初の単独表紙。
- 2021年
  - 8月31日、『Popteen』10月号にて同誌モデルを卒業した。

non-no（集英社） ※専属モデル（2021年 - ）
- 2021年
  - 11月19日、non-no 2022年1月号よりnon-noの専属モデルとなることが誌面上で発表された。